# Lucas Pope
Lucas Pope (1977 o 1978) è un autore di videogiochi statunitense.
È noto soprattutto per i suoi videogiochi indipendenti e sperimentali, in particolare Papers, Please e Return of the Obra Dinn, entrambi vincitori del Seumas McNally Grand Prize e di numerosi altri premi.

## Biografia
Pope nacque nel 1977 o nel 1978, e fu cresciuto in Virginia. Suo padre era un tuttofare, il che ha dato a Pope accesso a una vasta gamma di componenti e strumenti che lo hanno portato a interessarsi all'ingegneria meccanica. Quando iniziò il liceo, incontrò un amico interessato alla robotica, e insieme presero un kit di robot in vendita al dettaglio, e li ricollegavano ai propri computer per vedere come potevano controllarli. Ispirato a proseguire nel campo della meccanica e della robotica, Pope frequentò il Virginia Tech per studiare ingegneria meccanica. Scoprì che la realtà di ciò che costituiva il campo era meno desiderabile di ciò che desiderava, puntando invece molto alla parte di programmazione informatica del suo corso di studi. Durante questo periodo, entrò a far parte della comunità di Quake e contribuì allo sviluppo di mod per questo e altri giochi, lavorando principalmente sulla grafica utilizzata per i personaggi nelle mod.

## Carriera
Pope collaborò con altri modder di videogiochi, lavorando anche a una mod di Quake ufficialmente approvata dalla Sony Pictures per promuovere Anaconda. Pope e un altro gruppo di modder decisero di fondare il proprio studio, Ratloop, pubblicando la mod di conversione totale di Quake, Malice, nel 1997. Ratloop ebbe però difficoltà con la distribuzione attraverso i canali di vendita al dettaglio. Mentre Walmart avrebbe aiutato a distribuire il loro gioco, la catena richiedeva a Ratloop di avere 5.000 copie pronte per la spedizione entro 24 ore in qualsiasi momento, costringendo Ratloop a trovare un editore che lo aiutasse. Dopo un fallito primo gioco 3D, Ratloop decise di sviluppare un gioco di riparazione auto, Gearhead Garage. Ebbe abbastanza successo da essere acquisito da Activision per la distribuzione al dettaglio e diede a Ratloop fondi sufficienti per provare una serie di giochi sperimentali, cosa che aveva interessato Pope. Tuttavia, nessuno di questi fu pubblicato e, di fronte alla concorrenza di altri studi, in particolare dell'Europa orientale, che potevano realizzare giochi a prezzi sostanzialmente inferiori, Ratloop divenne inattivo.
Pope lasciò Ratloop e si unì alla Realtime Associates nel 2003. Mentre era alla Realtime, fece parte del team che sviluppò il gioco Re-mission, uno sparatutto del 2006 il cui obiettivo era quello di incoraggiare i bambini malati di cancro ad assumere i farmaci chemioterapici. Pope si trasferì a Santa Monica e trovò lavoro presso la Naughty Dog nel 2007. Sebbene Pope non avesse una solida esperienza di programmazione, sentiva che la Naughty Dog lo aveva assunto per il suo interesse nello sviluppo degli strumenti e delle interfacce necessari per aiutare nella programmazione dei loro giochi. La forza di Pope nello sviluppo di strumenti GUI aumentò la debolezza della Naughty Dog in quel momento, con Pope che affermava che al momento della sua assunzione "non c'era affatto un ragazzo a tempo pieno per gli strumenti GUI... Solo persone che si occupavano di strumenti back-end e da riga di comando".

Pope era stato assunto a metà circa dello sviluppo di Uncharted: Drake's Fortune e continuò a lavorare sul sequel Uncharted 2: Il covo dei ladri. Ha attribuito al regista del sequel Bruce Straley il merito di avergli insegnato come focalizzare la progettazione di un gioco attorno ai concetti fondamentali per renderlo divertente, anche se ciò significava sacrificare il lavoro già completato. L'ex presidente di Naughty Dog Christophe Balestra ha detto del lavoro di Pope sui loro strumenti di progettazione: 
Eravamo disperati nel trovare un buon programmatore di strumenti. Lui faceva parte delle persone che hanno salvato la situazione.
Nello specifico, Pope ha sviluppato strumenti GUI per i sistemi di menu dei giochi, i sistemi di salvataggio, il layout dei livelli per assistere i progettisti di livelli e un sistema per organizzare file audio e di testo per varie lingue.
Dopo l'uscita di Uncharted 2 nel 2009, Naughty Dog era pronta a proseguire con il sequel successivo, Uncharted 3: L'inganno di Drake, ma Pope voleva dedicare più tempo alla sua passione per i giochi sperimentali. Nel frattempo, lui e sua moglie Keiko Ishizaka trascorsero due settimane a sviluppare Mightier, un piccolo videogioco basato sulla creazione di livelli 3D da scansioni di immagini di un disegno 2D, il cui titolo giocava sulla frase "La penna è più potente della spada". Presentarono Mightier all'Independent Games Festival, dove fu candidato a uno dei premi, e ciò spinse Valve a contattare Pope per proporre tal gioco su Steam come free-to-play. Sia Pope che Ishizaka decisero di lasciare i loro attuali lavori nel 2010 e si trasferirono a Saitama, in Giappone, vicino alla famiglia di Ishizaka, continuando a dedicarsi allo sviluppo di piccoli giochi indipendenti.

Logo del gioco Papers, Please.

Negli anni successivi, Pope e Ishizaka iniziarono a lavorare a diversi giochi sperimentali. Uno dei primi fu un gioco per dispositivi mobili chiamato Helsing's Fire, che vinse l'Indipendent Games Festival del 2011 come miglior gioco per dispositivi mobili. Un altro titolo fu The Republia Times del 2012, che aveva originariamente ideato come parte di una game jam di Ludum Dare. Contribuì al porting di Rocketbirds: Hardboiled Chicken, un gioco sviluppato dai membri di Ratloop, per PlayStation 3. Questo lavoro richiese a lui e Ishizaka di vivere temporaneamente a Singapore per circa un anno, con frequenti viaggi negli Stati Uniti. Durante questi viaggi, Pope ebbe l'idea per un gioco che coinvolgesse un ispettore di passaporti, che servì da ispirazione per il suo gioco di successo, Papers, Please, pubblicato per la prima volta nel 2013. Papers, Please fu grandemente elogiato dalla critica, vincendo numerosi premi, tra cui diversi Game Developers Choice e IGF (tra cui il Seumas McNally Grand Prize per il miglior gioco indie), nonché un British Academy (BAFTA) Games Award per il miglior gioco di simulazione. Per Pope e sua moglie, Papers, Please fu un successo finanziario; il gioco aveva venduto circa 1,8 milioni di copie entro agosto 2016, e fino al 2018, vendette ancora abbastanza da non far preoccupare Pope per la sua sicurezza finanziaria mentre stava sviluppando il suo gioco successivo, Return of the Obra Dinn.
Lo sviluppo di Obra Dinn era iniziato poco dopo che Pope aveva completato tutto il lavoro su Papers, Please, e durò circa quattro anni e mezzo, principalmente a causa della narrazione ampliata di Pope. Al momento della sua uscita nel 2018, ha ricevuto elogi simili a quelli di Papers, Please ed è stato candidato e ha vinto numerosi premi ai Game Developers Choice, IGF, Peabody e D.I.C.E. Awards (tra cui un secondo Seumas McNally Grand Prize), oltre a essere stato nominato uno dei migliori giochi del 2018.
Nel marzo del 2024, Pope pubblicò Mars After Midnight in esclusiva per il sistema Playdate. Nel gioco, i giocatori gestiscono un centro comunitario tra alieni su Marte. La grafica dei personaggi dei marziani è generata proceduralmente e le voci sono sintetizzate utilizzando un sistema sviluppato da Pope. Pope ha affermato di aver creato il gioco pensando ai suoi figli. Wes Fenlon, scrivendo per PC Gamer, ha definito il gioco "piacevole". Dopo l'uscita di Mars After Midnight, Pope ha dichiarato di voler tornare a sviluppare giochi per PC. Nel settembre 2024, Pope pubblicò un album intitolato Gosling Drives, che è stato pubblicato indipendentemente da qualsiasi videogioco.

## Vita Privata
Pope e sua moglie Keiko Ishizaka vivono a Saitama, in Giappone. Si sono conosciuti mentre lavoravano entrambi a Realtime e hanno continuato la loro relazione mentre Pope lavorava alla Naughty Dog e Ishizaka alla vicina 2K Games. La coppia ha due figli.